# Mickey Guyton
Pour les articles homonymes, voir Guyton.
Candace Mycale Guyton, dite Mickey Guyton, est une chanteuse de country américaine née le 17 juin 1983 à Arlington au Texas.

## Biographie
Candace Mycale Guyton naît à Arlington au Texas. Durant sa jeunesse, elle chante du gospel à l'église et écoute de la musique country et R&B. Elle rêve de devenir chanteuse dès l'âge de huit ans après avoir entendu LeAnn Rimes interpréter l'hymne national des États-Unis lors d'un match des Rangers du Texas.
Elle signe avec le label Capitol Records Nashville en 2011. Elle sort son premier EP Unbreakable (en) en 2014 puis son premier single Better Than You Left Me (en) l'année suivante. Il fait partie de l'EP Mickey Guyton (en) qui lui vaut une nomination aux Academy of Country Music Awards dans la catégorie de la meilleure nouvelle chanteuse.
Mickey Guyton écrit la chanson Black Like Me (en) pendant l'été 2019 avec les musiciens Nathan Chapman (en), Fraser Churchill et Emma Davidson-Dillon. Inspirée par le livre Dans la peau d'un noir de John Howard Griffin, elle évoque le racisme dont elle a été victime dans l'industrie de la musique. La chanson sort en mai 2020 après la mort de George Floyd. Elle est nommée dans la catégorie de la meilleure prestation country en solo (en) lors des Grammy Awards 2021.
En 2022, elle interprète l’hymne national américain en ouverture du Super Bowl LIV au SoFi Stadium de Los Angeles.  

## Discographie

### Albums studio
- 2021 - Remember Her Name (Capitol Records Nashville)
- 2024 - House on Fire (Capitol Records Nashville)